# La Loi du campus

La loi du campus (titre original : Brotherhood of justice) est un téléfilm de Charles Braverman avec Keanu Reeves, Kiefer Sutherland et Lori Loughlin. C'est un thriller américain de 1986. 

## Synopsis
Un étudiant fait une triste découverte en apprenant que son frère vend du crack pour un trafiquant local. Il décide alors de réunir quelques amis et forme une milice chargée d'éliminer tous les dealers rôdant autour des écoles de Santa Monica.

## Fiche technique
- Réalisation : Charles Braverman
- Durée : 97 minutes
- Date de sortie: 18 mai 1986

## Distribution
- Keanu Reeves (VF : Éric Chevalier) : Derek
- Lori Loughlin (VF : Laurence Dourlens) : Christie
- Kiefer Sutherland (VF : Bernard Demory) : Victor
- Joe Spano (VF : Bernard Demory) : Bob Grootemat
- Darren Dalton (en) (VF : Patrice Baudrier) : Scottie
- Evan Mirand (VF : Patrice Baudrier) : Mule
- Don Michael Paul (VF : Thierry Mercier) : Collin
- Gary Riley (VF : Patrice Baudrier) : Barnwell
- Billy Zane (VF : Thierry Mercier) : Les
- Danny Nucci (VF : Patricia Legrand) : Willie
- Sean Sullivan (VF : Thierry Mercier) : Pastey
- Perla Walter (VF : Sophie Gormezzano) : Maria
- Charles Martinet (VF : Bernard Demory) : l'adjoint du shérif
- Camille Courture (VF : Sophie Gormezzano) : Julie
- Karen Lamb (VF : Sophie Gormezzano) : Laura, l'étudiante en classe

 Source et légende : version française (VF) sur RS Doublage et selon le carton du doublage français sur le DVD zone 2.

## Article annexe
- Psychotrope au cinéma et à la télévision